# (708) Raphaela
(708) Raphaela ist ein Asteroid des Hauptgürtels, der am 3. Februar 1911 vom deutschen Astronomen Joseph Helffrich in Heidelberg entdeckt wurde. 
Der Asteroid ist nach Raphaël von Bischoffsheim benannt, dem Gründer des Observatoire de Nice.